# Midnight Oil
Midnight Oil, (nebo Oils jak je nazývali fanoušci), je australská rocková skupina ze Sydney, původně od roku 1972 vystupující pod názvem Farm. Skupina hrála v sestavě Rob Hirst - bicí, Andrew James - baskytara a Jim Moginie klávesy a sólová kytara. Zpěvák Peter Garrett, který studoval na Australské národní univerzitě v Canbeře, odpověděl na inzerát, kterým Farm hledali zpěváka, a od roku 1975 skupina zahájila sérii koncertů po východním pobřeží. Koncem roku 1976 se Garrett přestěhoval do Sydney aby dokončil studium práv a Farm změnili své jméno, náhodným losováním z klobouku, na Midnight Oil.
Soubor Midnight Oil se proslavil především hitem z roku 1987 Beds Are Burning. Tvorba skupiny byla vždy silně politicky a ekologicky zaměřená, což se projevilo i v r. 2002, kdy ze skupiny odchází její frontman Peter Garrett, aby se mohl naplno věnovat politické činnosti, a v r. 2004 byl zvolen do australského parlamentu jménem Australian Labor Party, v r. 2007 se stal dokonce ministrem životního prostředí australské vlády. Ostatní členové pokračovali v hudební činnosti, ale již ne pod jménem Midnight Oil. V roce 2017 skupina začala opět koncertovat, o tři roky později vydává první studiové album po osmnácti letech s názvem The Makarrata Project, které se umístilo na prvním místě australské hitparády. V listopadu 2020 po dlouhém boji s rakovinou umírá baskytarista Bones Hillman.
V Česku poprvé vystoupili Midnight Oil na festivalu Colours of Ostrava 21. července 2017.

## Aktuální Členové
- Rob Hirst — bicí, doprovodný zpěv (1976–2002, 2016 - dosud)
- Jim Moginie — kytara, klávesy (1976–2002, 2016 - dosud)
- Peter Garrett — zpěv, harmonika (1976–2002, 2016 - dosud)
- Martin Rotsey — kytara (1976–2002, 2016 - dosud)

## Dřívější členové
- Andrew James - baskytara (1976 - 1980)
- Peter Gifford - baskytara, doprovodný zpěv (1980 - 1987)
- Bones Hillman - baskytara, doprovodný zpěv (1987–2002, 2016 - 2020, zemřel)

## Diskografie

### Alba a EPs
Čísla v závorce uvádějí původní rok vydání a umístění v australských hitparádách, výsledky EP jsou z australských SP hitparád.
- Midnight Oil (1978) (#43)
- Head Injuries (1979) (#36)
- Bird Noises (EP) (1980) (#28)
- Place without a Postcard (1981) (#12)
- 10, 9, 8, 7, 6, 5, 4, 3, 2, 1 (1982) (#3)
- Red Sails in the Sunset (1984) (#1)
- Species Deceases (EP) (1985) (#1)
- Diesel and Dust (1987) (#1)
- Blue Sky Mining (1990) (#1)
- Earth and Sun and Moon (1993) (#1)
- Breathe (1996) (#3)
- Redneck Wonderland (1998) (#7)
- Capricornia (2002) (#8)
- The Makarrata Project (2020) (#1)
- Resist (2022)

### Kompilace a živá alba
- The Green Disc (1990) (Promo only)
- Scream in Blue (Live, 1992) (#2)
- The Best of the B Sides (1997) (Promo only)
- 20,000 Watt R.S.L. (1997) (#1)
- The Real Thing (2000) (#7)
- Best of Both Worlds (2004)
- Flat Chat (2006) (#10)

### Singly
| Rok                                                                       | Titul                    | Nejvyšší pozice v hitparádách | Nejvyšší pozice v hitparádách | Nejvyšší pozice v hitparádách | Nejvyšší pozice v hitparádách | Nejvyšší pozice v hitparádách | Nejvyšší pozice v hitparádách | Album                    |
| ------------------------------------------------------------------------- | ------------------------ | ----------------------------- | ----------------------------- | ----------------------------- | ----------------------------- | ----------------------------- | ----------------------------- | ------------------------ |
| Rok                                                                       | Titul                    | AUS                           | FRA                           | UK                            | US Hot                        | US Main                       | US Mod                        | Album                    |
| 1978                                                                      | "Run by Night"           | 100                           | -                             | -                             | -                             | -                             | -                             | Midnight Oil             |
| 1981                                                                      | "Don't Wanna Be the One" | 40                            | -                             | -                             | -                             | -                             | -                             | Place Without a Postcard |
| 1981                                                                      | "Armistice Day"          | 31                            | -                             | -                             | -                             | -                             | -                             | Place Without a Postcard |
| 1982                                                                      | "Power and the Passion"  | 8                             | -                             | -                             | -                             | -                             | -                             | 10,9,8,7,6,5,4,3,2,1     |
| 1982                                                                      | "US Forces"              | 20                            | -                             | -                             | -                             | -                             | -                             | 10,9,8,7,6,5,4,3,2,1     |
| 1986                                                                      | "The Dead Heart"         | 4                             | 19                            | 62                            | 53                            | 11                            | -                             | Diesel and Dust          |
| 1987                                                                      | "Beds Are Burning"       | 6                             | 5                             | 6b                            | 17                            | 6                             | -                             | Diesel and Dust          |
| 1987                                                                      | "Put Down that Weapon"   | 32                            | 34                            | -                             | -                             | -                             | -                             | Diesel and Dust          |
| 1988                                                                      | "Dreamworld"             | -                             | -                             | -                             | -                             | 37                            | 16                            | Diesel and Dust          |
| 1990                                                                      | "Blue Sky Mine"          | 8                             | 25                            | 66                            | 47                            | 1                             | 1                             | Blue Sky Mining          |
| 1990                                                                      | "Forgotten Years"        | 26                            | 44                            | 97                            | -                             | 11                            | 1                             | Blue Sky Mining          |
| 1990                                                                      | "King of the Mountain"   | 25                            | -                             | -                             | -                             | 20                            | 3                             | Blue Sky Mining          |
| 1990                                                                      | "Bedlam Bridge"          | 46                            | -                             | -                             | -                             | -                             | -                             | Blue Sky Mining          |
| 1990                                                                      | "One Country"            | 51                            | -                             | -                             | -                             | -                             | -                             | Blue Sky Mining          |
| 1992                                                                      | "Sometimes"              | 33                            | -                             | -                             | -                             | -                             | 20                            | Scream in Blue           |
| 1993                                                                      | "Truganini"              | 10                            | -                             | 29                            | -                             | 10                            | 4                             | Earth and Sun and Moon   |
| 1993                                                                      | "My Country"             | 52                            | -                             | 66                            | -                             | -                             | -                             | Earth and Sun and Moon   |
| 1993                                                                      | "In the Valley"          | 57                            | -                             | 60                            | -                             | -                             | -                             | Earth and Sun and Moon   |
| 1993                                                                      | "Drums of Heaven"        | -                             | -                             | -                             | -                             | -                             | 10                            | Earth and Sun and Moon   |
| 1993                                                                      | "Outbreak of Love"       | -                             | -                             | -                             | -                             | -                             | 9                             | Earth and Sun and Moon   |
| 1996                                                                      | "Underwater"             | 22                            | -                             | -                             | -                             | -                             | -                             | Breathe                  |
| 2000                                                                      | "The Real Thing"         | 48                            | -                             | -                             | -                             | -                             | -                             | Real Thing               |
| "-" titul se buď neumístil v hitparádě, nebo nebyl v tomto regionu vydán. |                          |                               |                               |                               |                               |                               |                               |                          |

### Videa
- Black Fella White Fella (1987)
- Black Rain Falls (1990)
- 20,000 Watt R.S.L. (1997)
- Best of Both Worlds (2004)
- Armistice Day: Live at the Domain, Sydney (2018)